# 沃波爾 (麻薩諸塞州普查規定居民點)
沃波爾（英語：Walpole）是位於美國麻薩諸塞州諾福克縣的一個普查規定居民點。

## 人口
根據2020年美國人口普查的數據，沃波爾的面積為7.57平方千米，當中陸地面積為7.28平方千米，而水域面積為0.29平方千米。當地共有人口6119人，而人口密度為每平方千米808.32人。